# بارك جي هيون
بارك جي هيون هي ممثلة كورية جنوبية ولدت في 26 نوفمبر 1994. عرفت بدورها في المسلسل التلفزيوني المؤرخة الصاعدة جو هاي ريونج ، ثريا ولد من جديد، وفي أفلام جونجيام والغضب الإلهي.

## فيلموغرافيا

### مسلسلات تلفزيونية
- 2017: سايمدانغ، مذكرة الضوء في دور لي يون[2]
- 2018: تيريوس ورائي في دور كلارا تشوي[3]
- 2019: المؤرخ الصاعد جوو هاي ريونج في دور سونغ هاسي[4]
- 2021: خلايا يومي في دور سيو ساي يي[5]
- 2022: أحب كل اللعب في دور بارك جيون يونغ[6]
- 2022: الأبن الأصغر لتكتل في دور مو هيون مين[7]
- 2024: الشرطي المتباهي في دور لي كانغ هيون[8]
- 2025: أنت وكل شيء آخر في دور  تشون سانغ يون.[9]

## روابط خارجية
- بارك جي هيون في هانسينما